# Jerry White
Jerry White (* 1949 in Dorset) ist ein britischer Historiker der Geschichte Londons in der Neuzeit.  

## Leben
White schlug nach dem Besuch der Grammar School in Dorset 1967 die Laufbahn in der öffentlichen Verwaltung ein. Ab 1970 arbeitete er in London, zunächst in der öffentlichen Gesundheitsverwaltung in Islington und dann als Abteilungsleiter in der Gebäudeverwaltung und in der Gesundheitsverwaltung in Haringey und Hackney. Dafür legte er die Verwaltungsprüfungen „Diploma of the Public Health Inspectors’ Education Board“ und 
„Diploma in Housing Management of the Institute of Housing“ ab. Zwischen 1989 und 1995 war er Verwaltungsleiter des London Borough of Hackney für etwa 250.000 Einwohner. Danach war er bis 2009 einer der drei Ombudsmänner für die englische Kommunalverwaltung. 
Neben seinem Beruf begann er 1971 in Spitalfields in der Wohnanlage „Rothschild Buildings“ mit der Methode der Oral History die Lokalgeschichte aufzuzeichnen. Der marxistische Historiker Raphael Samuel, Hochschullehrer am Ruskin College, führte ihn in die  geschichtswissenschaftliche Methodologie ein. Es folgte 1986 eine zweite Studie über das Arbeiterviertel in der Campbell Road in Islington. Nach einer beruflich bedingten Pause veröffentlichte er nach 1997 eine dreibändige Geschichte des modernen London ab 1700. 
Seit 2009 nimmt White als Gastprofessor Lehraufträge am Birkbeck College wahr.

## Schriften (Auswahl)
- Rothschild Buildings: Life in an East-End Tenement Block 1887 - 1920. London : Routledge & Kegan Paul, 1980
- Campbell Bunk: The Worst Street in North London Between the Wars. London : Routledge & K. Paul, 1986
- London in the Twentieth Century: A City and Its People. London : Jonathan Cape, 2001
- London In The Nineteenth Century: „A Human Awful Wonder of God“. London : Jonathan Cape, 2007
- London: The Story of a Great City. Published in Conjunction with the Museum of London. London : Andre Deutsch, 2009
- London In The Eighteenth Century: A Great and Monstrous Thing. London : Bodley Head, 2012
- Zeppelin Nights: London in the First World War. London : The Bodley Head, 2014